# Georg Keil
Georg Keil (* 21. September 1905 in Jauer, Provinz Schlesien; † 18. Mai 1990 in Kiel) war ein deutscher Volkswirt und Raumplaner. Georg Keil kam aus der bündischen Jugendbewegung, befasste sich seit Mitte der 1930er Jahre mit Raumordnung und Landesplanung, regionaler Strukturpolitik, der Entwicklung von Siedlungsstrukturen und Großstadt-Umland-Problemen. Als Leiter der Landesplanungsbehörde in Kiel arbeitete Keil an amtlichen Schriften der Landesplanung in Schleswig-Holstein mit.

## Ausbildung und frühe Weggefährten
1927 schloss Georg Keil ein Studium der Rechts- und Staatswissenschaften an den Universitäten Breslau, Wien und Kiel (1924–1927) als Diplom-Volkswirt ab. 1931 wurde er zum Dr. sc. pol. an der Universität Kiel promoviert. In den Jahren 1930 bis 1933 arbeitete Keil als Lehrer und wissenschaftlicher Mitarbeiter. Er befasste sich in dieser Zeit vor allem mit Fragen der Arbeitslager-Bewegung. Georg Keil leitete das „Grenzvolksschulheim Boberhaus“ in Löwenberg/Schlesien. Geht die Akademie für Raumforschung und Landesplanung von einer Leitungsfunktion Keils seit 1931 aus, so nennt Walter Greiff den 1. Januar 1933. Mitte Juni 1933 habe Greiff dann Georg Keil in der Leitung des Heims abgelöst. In einer weiteren Veröffentlichung werden die Jahre 1932/1933 für Keils Leitungsfunktion genannt.
Um das Grenzvolksschulheim bildete sich der „Boberhaus-Kreis“, dem u. a. Adolf Reichwein, Artur von Machui, Hans Raupach und Eugen Rosenstock-Huessy angehörten (s. dazu auch: Löwenberger Arbeitsgemeinschaft, Schlesische Jungmannschaft, Kreisauer Kreis).
Diverse Reisen führten Mitglieder der Schlesischen Jungmannschaft in den 1930er Jahren nach Südosteuropa. Am Boberhaus wurden Südosteuropa-Kollegs abgehalten (1932, 1934, 1935), über die Keil zum Teil berichtete. Der Leipziger Soziologe Gunther Ipsen startete in Verbindung mit der Jungmannschaft seine "Soziologischen Dorfwochen" (1930/1931). Über Kontakte Leipziger Sozialwissenschaftler nach Rumänien kamen auch dorfsoziologische Arbeitsmethoden nach Deutschland. Wechselbeziehungen zwischen Landesplanung, Raumforschung und Soziologie blieben durch (ehemalige) Leipziger Sozialwissenschaftler auch im ersten Nachkriegsjahrzehnt bestehen (Hans Freyer, Karl Heinz Pfeffer, Hans Jürgen Seraphim, Hans Linde, Erich Dittrich, Karl C. Thalheim, Wolfgang Schmerler u. a.).
Georg Keil wurde Ende 1933 zum Leiter der neu gegründeten Bauernschule Groß-Bölkau bei Danzig ernannt. Er blieb in dieser Funktion bis Mitte 1935.

## Einmündung in die NS-Landesplanung
1935 erschien Keils Dissertation „Das niederschlesische Industriegebiet. Seine Entwicklung und Notlage“ (Berlin). Zwischen 1937 und 1939 wirkte Georg Keil als Bezirksplaner bei der Regierung in Köslin (Koszalin). Von 1940 bis 1942 war er Dezernent beim Generalreferenten für Raumordnung in Danzig (Ewald Liedecke). In einer Quelle zum "Generalplan Ost" wird ein "Dr. Keil" erwähnt, der im Rahmen der Siedlungsplanung für die Ukraine sowohl für Rosenberg als auch für Himmler gearbeitet hätte (März 1943).

## Nach 1945: Landesplaner in Schleswig-Holstein
In den Jahren 1945 und 1946 engagierte sich Georg Keil beim Aufbau des Wohnungs- und Flüchtlingsamtes für den Kreis Rendsburg sowie eines Kleingartenreferates beim Oberpräsidenten in Kiel (Theodor Steltzer). Keil baute wesentlich die Raumplanung, die nun vornehmlich als Landesplanung alleinige Ländersache geworden war, in Schleswig-Holstein auf (ab 1946). Keil stand der Kartograf Werner Witt bei dieser Aufgabe zur Seite.
Zunächst war Georg Keil stellvertretender Landesplaner von Schleswig-Holstein (bis 1949), ab dem gleichen Jahr (bis 1970) Leiter der Behörde. Keil wirkte an den amtlichen Schriften „Raumordnungsplan für Schleswig-Holstein von 1948“ (und nachfolgend des Plans im Jahr 1969) sowie am „Landesraumordnungsprogramm für Schleswig-Holstein“ (1967) mit.
Keil wirkte zudem an der Arbeitsgemeinschaft der Landesplaner, der ersten Konferenz für Raumordnung, in den Gremien der Ministerkonferenz für Raumordnung und im Gemeinsamen Landesplanungsrat Hamburg/Schleswig-Holstein mit.
In den Jahren 1960 bis 1965 war Georg Keil Vizepräsident der Akademie für Raumforschung und Landesplanung (ARL, Hannover). 1970 ging er in den Ruhestand.

## Mitgliedschaften
- Deutsche Akademie für Städtebau und Landesplanung (ab 1953)
- Ordentliches Mitglied der ARL (seit 1953)
- Kuratorium der ARL (1961–1970; Vorsitzender 1968/69)
- Wissenschaftlicher Rat der ARL (1954–1959;1966–1970)
- Forschungsausschuß „Grundsatzfragen der Raumforschung und Landesentwicklung“ der ARL
- Wissenschaftliche Plenarsitzung der ARL (1964)
- Landesarbeitsgemeinschaft Norddeutsche Bundesländer der ARL

## Veröffentlichungen (Auswahl)
- Grenzlandtagung der Jungmannschaft in Löwenberg am 13. und 14. November 1926. In: Die gelbe Zeitung. Rudolstadt/Thüringen, 22. Jahrgang, 1927, Heft 1/2.
- Dorfwochen in Schlesien. In: Der Zwiespruch, 13. Jg., Bl. 37, 27. September 1931.
- Vormarsch der Arbeitslagerbewegung. Geschichte und Erfahrung der Arbeitslagerbewegung für Arbeiter, Bauern, Studenten 1925-1932. Unter Mitarbeit von Hans Dehmel, R. Gothe und Hans Raupach. Hrsg. vom Deutschen Studentenwerk Berlin & Leipzig: de Gruyter, 1932 (Studenten-Werk Schriften. 6).
- Eindrücke von meiner Reise durch Arbeitslager in Süddeutschland. KNV, August/September 1932.
- Führerschulung im Arbeitsdienst. Berlin: Stollberg 1934 (Bücherei des Arbeitsdienstes).
- Die historischen Voraussetzungen der heutigen Notlage des niederschlesischen Industriegebietes: historisch-theoretische Untersuchung mit besonderer Berücksichtigung der regionalen Standortsfaktoren. Kiel, Univ., Diss., 1935 (Zur Wirtschaftsgeographie des deutschen Ostens; 8).
- Dorfgestaltung als Stück des Landschaftsaufbaues. In: Neues Bauerntum, 1940.
- Landesplanerische Gesichtspunkte zum Programm Nord. In: Informationen 1954, Nr. 43–44 (Hrsg. vom Institut für Raumforschung).
- (mit Wilhelm Brepohl) Wandervorgänge in der industriellen Gesellschaft, ihre Bedeutung für die soziale und kulturelle Umformung. In: Nachrichtendienst des Deutschen Vereins für öffentliche und private Fürsorge, Nr. 7–8, 1956.
- Raumordnung zwischen Hamburg und Schleswig-Holstein. Ein Beitrag zum Stadt-Umland-Problem. In: Raumforschung und Raumordnung, 1959, S. 1–7.
- Die Zukunft der kleineren Städte. In: Baumeister. Das Architektur-Magazin, Bd. 57 (1960), Heft 8, S. 553–554.
- (zusammen mit anderen) Raumordnung und kommunale Selbstverwaltung. Kiel 1968 (Schriftenreihe der Ferdinand-Tönnies-Gesellschaft, 1).
- Probleme der Stadtumlandplanung am Beispiel der Zusammenarbeit zwischen Hamburg und Schleswig-Holstein. Stuttgart, Köln: Kohlhammer, 1962 (Die Stadt und ihre Region = Neue Schriften des Deutschen Städtetages Heft 8).
- Die Grundsätze der Landesplanung für das Hamburger Umlandgebiet und die bisherige Tätigkeit des Gemeinsamen Landesplanungsrates Hamburg/Schleswig-Holstein. In: Landesplanung in Schleswig-Holstein, hrsg. von der Landesplanungsbehörde Schleswig-Holstein 1964, 4, S. 19–25.
- Landesplanung in Schleswig-Holstein. Rückblick und Ausblick. In: Informationen, hrsg. vom Institut für Raumforschung. Bd. 20.1970, 17, S. 499–509.
- Zur Entwicklung der Landesplanung, aus persönlicher Sicht. In: Günther Franz (Hrsg.) Raumordnung und Landesplanung im 20. Jahrhundert (1971), S. 87–96. (Forschungs- und Sitzungsberichte der ARL 63; Historische Raumforschung: Forschungsberichte 10).
- Die Bauernschule Groß-Bölkau 1933–35. In: Der Boberhauskreis, 1972, Rundbrief Nr. 15, S. 10ff.
- Gelebte Koexistenz im Boberhaus. In: Jahrbuch des Archivs der deutschen Jugendbewegung, 1979, 10. Bd. S. 117ff.